# Municipio de Eagle (condado de Polk)
El municipio de Eagle (en inglés: Eagle Township) es un municipio ubicado en el condado de Polk en el estado estadounidense de Arkansas. En el año 2010 tenía una población de 615 habitantes y una densidad poblacional de 13,29 personas por km².

## Geografía
El municipio de Eagle se encuentra ubicado en las coordenadas 34°32′1″N 94°20′22″O / 34.53361, -94.33944. Según la Oficina del Censo de los Estados Unidos, el municipio tiene una superficie total de 46.29 km², de la cual 46,01 km² corresponden a tierra firme y (0,6 %) 0,28 km² es agua.

## Demografía
Según el censo de 2010, había 615 personas residiendo en el municipio de Eagle. La densidad de población era de 13,29 hab./km². De los 615 habitantes, el municipio de Eagle estaba compuesto por el 93,82 % blancos, el 0,33 % eran afroamericanos, el 2,93 % eran amerindios, el 0,98 % eran asiáticos y el 1,95 % eran de una mezcla de razas. Del total de la población el 3,41 % eran hispanos o latinos de cualquier raza.